# Estero Chigualoco
El estero Chigualoco es un curso natural de agua que fluye en la Región de Coquimbo inmediatamente al sur del curso inferior del río Choapa.

## Trayecto
La quebrada Chigualoco comienza en el oeste con la confluencia de las quebradas Los Tucuqueres que proviene del oriente y cuyo nacimiento se encuentra en la falda occidental del cerro Cabra (1041 m) y de la quebrada Agua del Canelo que llega desde el sur. Su curso superior es conocido como quebrada Casuto o de García. Su longitud total es de 11 km. En su inicio sigue la dirección NNO por 5 km para girar al oeste por un lecho de ancho desproporcionado a su caudal. El curso inferior tiene 6 km de longitud.
Por la ribera derecha las quebradas Los Azules, Coligual y la principal, la quebrada Canelo que baja directamente desde el norte. Por su ribera izquierda, las quebradas Los Perales y La Grada.

## Caudal y régimen
El régimen del Chigualoco es estrictamente pluvial y lleva agua sólo cuando hay lluvias en la franja costera.: 293 

## Historia
Se han encontrado evidencias de la ocupación del valle de Chigualoco ya durante el periodo arcaico de América, esto es 8000 a. C.
Francisco Solano Asta-Buruaga y Cienfuegos escribió en 1899 en su obra póstuma Diccionario Geográfico de la República de Chile sobre la desembocadura:
Chigualoco (Ensenada de).-—Internación de corto fondo y de ancha abertura al O. que se forma en la costa del departamento de Petorca por los 31° 44' y 48" Lat. En el extremo ó ángulo nordeste deja un surgidero medianamente abrigado, llamado caleta de su nombre, é inmediato al E. el fundo de la misma denominación; y en la extremidad sur otra caleta que dicen Boca del Barco, por donde desemboca en la ensenada un cauce casi seco de río. El nombre es de las palabras chigua, un fardo ó lío, y loco, un marisco.

## Población, economía y ecología
Con sus aguas se cría ganado lanar especialmente bovino, y en años de lluvia suficiente prosperan sembríos de secano y de trigo. También se extrae agua para bebidas.: 295 
Las ciudades más cercanas son Los Vilos hacia el sur e Illapel al noreste.